# I. A. L. Diamond
I. A. L. Diamond (* 27. Juni 1920 in Ungheni, Rumänien (heute Republik Moldau als Itek Domnici); † 21. April 1988 in Beverly Hills, Kalifornien) war ein US-amerikanischer Drehbuchautor und Produzent, der vor allem durch seine jahrzehntelange Zusammenarbeit mit Billy Wilder bekannt ist.

## Leben
Die Initialen „I. A. L.“ in seinem Künstlernamen gab er aus als die Abkürzung für Interscholastic Algebra League, eine Gruppe, bei der er während seiner Schulzeit Mitglied war. Als er neun Jahre alt war, emigrierte seine Familie aus der heutigen Moldau in die USA. Seit 1944 arbeitete er als Drehbuchautor von Filmen wie Liebling, ich werde jünger. 1957 begann er mit Billy Wilder Drehbücher zu schreiben, der stets Regie und Produktion übernahm, während Diamond sein Co-Produzent war.  Diamond half dem gebürtigen Österreicher Wilder vor allem bei der Sprache. Die Bekanntheit von Wilder erreichte er nie, obwohl er zusammen mit ihm zahlreiche Preise erhielt. Bis zu Wilders letztem Film 1981 arbeiten sie zusammen zwölf Filme aus, Klassiker wie Manche mögen’s heiß, Das Appartement und Avanti, Avanti.
Mit dem letzten Film von Wilder beendete auch Diamond seine Karriere und starb im Jahre 1988. Er war von 1945 bis zu seinem Tod mit Barbara Ann Bentley verheiratet, sie hatten zwei Kinder.

## Drehbücher
- 1944: Murder in the Blue Room
- 1946: Two Guys From Milwaukee
- 1946: Never Say Goodbye
- 1947: Love and Learn
- 1947: Always Together
- 1948: Zaubernächte in Rio (Romance on the High Seas)
- 1948: Two Guys From Texas
- 1949: Venus am Strand (The Girl from Jones Beach)
- 1949: Ein tolles Gefühl (It's a Great Feeling)
- 1951: Love Nest
- 1951: Let’s Make It Legal
- 1952: Liebling, ich werde jünger (Monkey Business)
- 1952: Something for the Birds
- 1956: Ich heirate meine Frau (That Certain Feeling)
- 1957: Ariane – Liebe am Nachmittag (Love in the Afternoon) mit Wilder
- 1958: König der Spaßmacher (Merry Andrew)
- 1959: Manche mögen’s heiß (Some Like It Hot) mit Wilder
- 1960: Das Appartement (The Apartment) mit Wilder
- 1961: Eins, zwei, drei (One, Two, Three) mit Wilder
- 1963: Das Mädchen Irma la Douce (Irma la Douce) mit Wilder
- 1964: Küss mich, Dummkopf (Kiss Me, Stupid) mit Wilder
- 1966: Der Glückspilz (The Fortune Cookie) mit Wilder
- 1969: Die Kaktusblüte (The Cactus Flower)
- 1970: Das Privatleben des Sherlock Holmes (The Private Life of Sherlock Holmes) mit Wilder
- 1972: Avanti, Avanti! (Avanti!) mit Wilder
- 1974: Extrablatt (The Front Page) mit Wilder
- 1978: Fedora (Fedora) mit Wilder
- 1981: Buddy Buddy mit Wilder
- 2011: Meine erfundene Frau (Just Go With It) – Postum, Remake von Die Kaktusblüte

## Auszeichnungen
Oscar (3-mal nominiert)
- 1960 Oscar für das Beste Drehbuch nach Vorlage in Das Appartement, gemeinsam mit Billy Wilder

(Außerdem nominiert für: Der Glückspilz, Manche mögen’s heiß)
New York Film Critics Circle Awards, USA (2-mal nominiert)
- 1960 NYFCC Award für das beste Drehbuch in Das Appartement, gemeinsam mit Billy Wilder

Writers Guide of America, USA (8-mal nominiert)
- 1958 WGA Award (Screen) für die am besten geschriebene amerikanische Komödie Ariane – Liebe am Nachmittag (1957), gemeinsam mit Billy Wilder
- 1960 WGA Award (Screen) für die am besten geschriebene amerikanische Komödie Manche mögen’s heiß (1959) gemeinsam mit Billy Wilder
- 1961 WGA Award (Screen) für die am besten geschriebene amerikanische Komödie Das Appartement (1960) gemeinsam mit Billy Wilder
- 1980 für das Lebenswerk gemeinsam mit Billy Wilder

Edgar Allan Poe Awards (1-mal nominiert)
Golden Globes (1-mal nominiert)